# Premios Jussi
Los Premios Jussi son los equivalentes finlandeses de los Premios Óscar que desde el 16 de noviembre de 1944 son otorgados anualmente en 15 categorías a los cineastas finlandeses que se han destacado en su labor. 

## Elección
Salvo el premio de favorito del público que es votado por el público en general, los demás se otorgan mediante el voto secreto de un jurado de aproximadamente 260 profesionales del cine.

## Categorías
Las categorías son:
- Mejor película.
- Mejor director.
- Mejor actriz.
- Mejor actor.
- Mejor actriz de reparto.
- Mejor actor de reparto.
- Mejor guion.
- Mejor fotografía.
- Mejor score.
- Mejor banda de sonido..
- Mejor puesta en escena.
- Mejor diseño de vestuario
- Mejor documental.
- Favorito del público.